# Auburn (azienda)

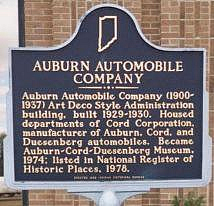
Targa commemorativa ad Auburn, nell’Indiana (USA)

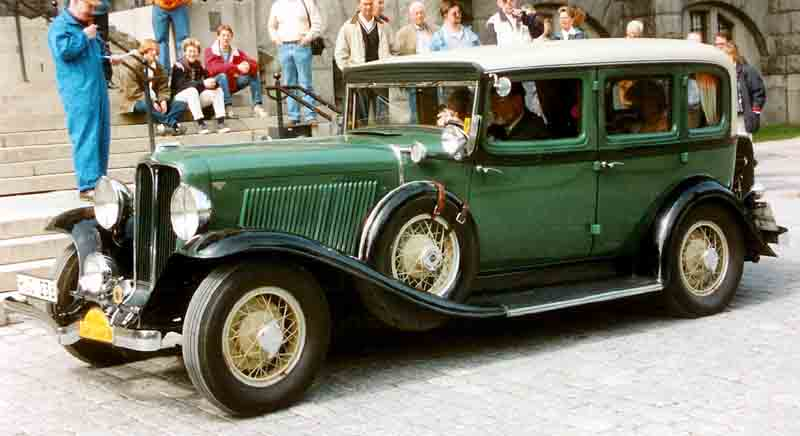
Auburn 8-100A Custom 4-porte berlina del 1932

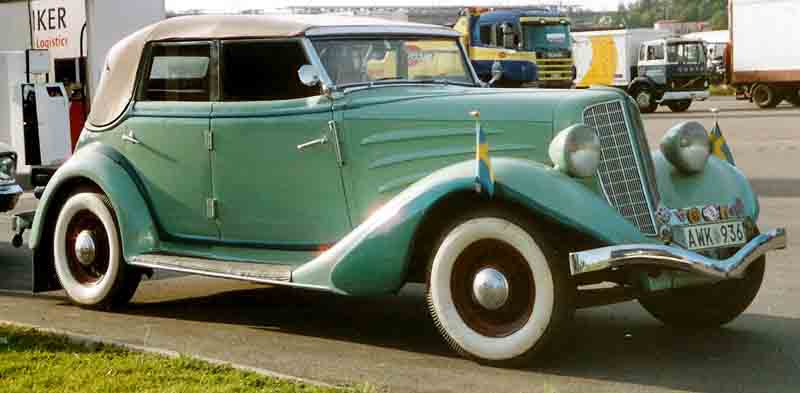
Auburn 652Y Custom Phaeton berlina del 1934

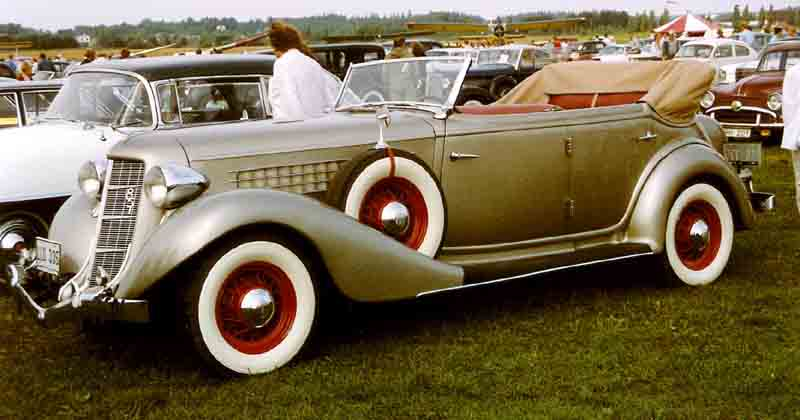
Auburn 851 Phaeton berlina 1935

La  Auburn  è stata un marchio automobilistico statunitense attivo tra il 1900 e il 1937.

## La nascita della Auburn
La Auburn Automobile Company nacque e si sviluppò indipendentemente dalla Eckart Carriage Company, fondata a Auburn, in Indiana, nel 1875 da Charles Eckhart (1841-1915). Infatti i suoi figli non andarono a lavorare con il padre, ma diedero origine ad una nuova Casa, ossia la Auburn Automobile Company. I figli di Eckhart, Frank e Morris, all'inizio cominciarono a costruire automobili sperimentali prima di entrare nel business vero e proprio. Assorbirono due costruttori locali di automobili, e nel 1909 trasferirono l'attività in un impianto più grande. L'azienda ebbe un modesto successo fino a quando la mancanza di materiali provocata dalla prima guerra mondiale causò la chiusura dell'impianto.

## Il primo modello: la Auburn Model A
Il primo modello Auburn è datato 1904. Il suo nome era Auburn Model A, ed era un'auto da turismo con carrozzeria Tonneau, poteva ospitare due o quattro passeggeri e fu venduta per 1000 dollari. Il motore monocilindrico (con il cilindro che formava un angolo di 180° con il blocco motore) era situato al centro della vettura, ed erogava 10 hp (7,5 kW). La trasmissione era a due rapporti di tipo epicicloidale. Il telaio della vettura era in acciaio. L'auto pesava 680 kg ed aveva sospensioni a balestra.

## Gli anni seguenti
Nel 1919 i fratelli Eckhart vendettero la Auburn ad un gruppo finanziario di Chicago guidato da Ralph Austin Bard, che più tardi, durante la seconda guerra mondiale, fu Assistente Segretario per la Marina per il Presidente Franklin Delano Roosevelt e Sottosegretario della Marina per il Presidente Roosevelt e per il Presidente Harry Truman. I nuovi proprietari ripresero il business, ma non fecero il profitto che speravano. Nel 1924 incontrarono Errett Lobban Cord (1894–1974), un venditore d'automobili di grandissimo successo, a cui offrirono l'azienda. Cord rispose con un'offerta di tipo leveraged buyout. Il gruppo di Chicago accettò.
Cord piazzò sul mercato l'invenduto della Auburn con una aggressiva politica di marketing e completò la sua acquisizione entro la fine del 1925. Nel 1926 divenne socio della Duesenberg, famosa per le sue auto da competizione, che usò come trampolino di lancio per una linea di costose auto di lusso. Errett Lobban Cord  mise il suo nome su una casa automobilistica, la Cord. Il primo modello venduto di questa impresa fu la Cord L-29, che è stata la prima autovettura a trazione anteriore venduta negli Stati Uniti d’America
Impiegando designer fantasiosi come Gordon Buehrig e Alan Leamy, Cord costruì automobili che divennero famose per l'avanzata ingegneria oltre ad una linea attraente come, per esempio, la Auburn Boattail Speedster (1928), la Duesenberg J (1929-1937), la Auburn Speedsters (1937), la Cord 810 (1936-1937) e la Cord 812 (1937).
Le auto di Errett Lobban Cord erano ben ingegnerizzate, molto innovative e con una bella linea, ma gli alti prezzi di listino penalizzarono le vendite, specie in un periodo difficile come quello della crisi economica tra il 1929 ed i primi anni trenta (la grande depressione). Quindi la Auburn vendeva poco, e le operazioni commerciali di Cord lo obbligarono a vendere il suo gruppo automobilistico. Fu anche sotto ingiunzione da parte della U.S. Securities and Exchange Commission che gli intimò di astenersi da eventuali violazioni od operazioni illecite. Nel 1937, la produzione di Auburn, Cord e Duesenberg cessò.
La sede principale della casa automobilistica ad Auburn ora ospita l'Auburn Cord Duesenberg Automobile Museum. Dal 2005 è National Historic Landmark.
La Auburn aveva uno stabilimento produttivo anche a Connersville, nell'Indiana, che occupava gli impianti precedentemente usati dalla Lexington

## I modelli di automobili prodotte
- 1904.........: Auburn Model A
- 1907.........: Auburn Model F
- 1908-1909: Auburn Model G
- 1910.........: Auburn Model S
- 1911.........: Auburn Model N
- 1912.........: Auburn Model 30L
- 1933-1937: Auburn 851
- 1934-1937: Auburn 852
- 1934.........: Auburn 652
- 1936.........: Auburn 654
- 1925-1926: Auburn 8-88
- 1929.........: Auburn 8-120
- 1930.........: Auburn 8-125
- 1930.........: Auburn 6-85
- 1930.........: Auburn 8-95
- 1931-1932: Auburn 8-98
- 1932.........: Auburn 8-100
- 1932.........: Auburn 1250
- 1932.........: Auburn 1260
- 1932-1933: Auburn 12-160
- 1932-1933: Auburn 12-165
- 1933.........: Auburn 12-161
- 1933.........: Auburn 8-101
- 1933.........: Auburn 8-105

## Galleria d'immagini

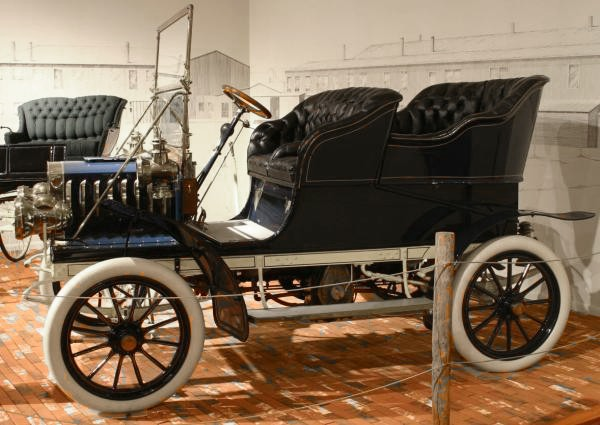
Una Auburn – La prima Auburn conosciuta (1904)
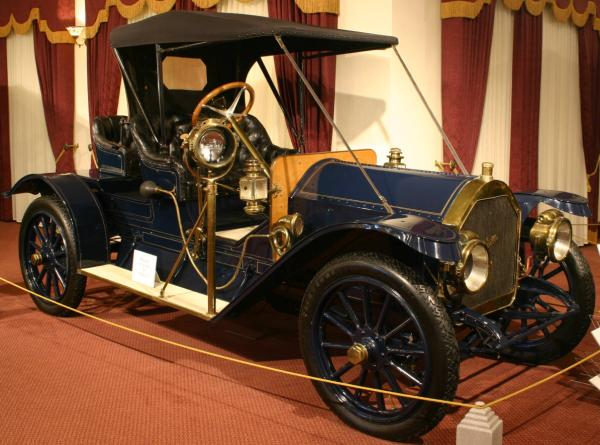
Una Auburn Modello S Roadster del 1910
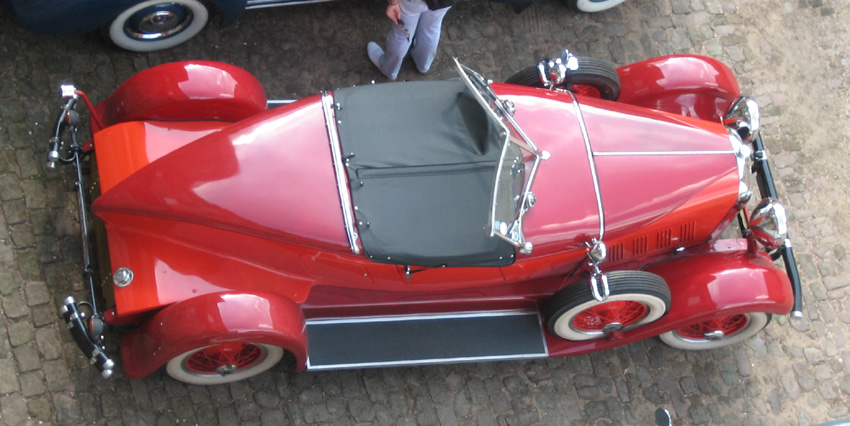
Una Auburn 8-90 Speedster del 1929
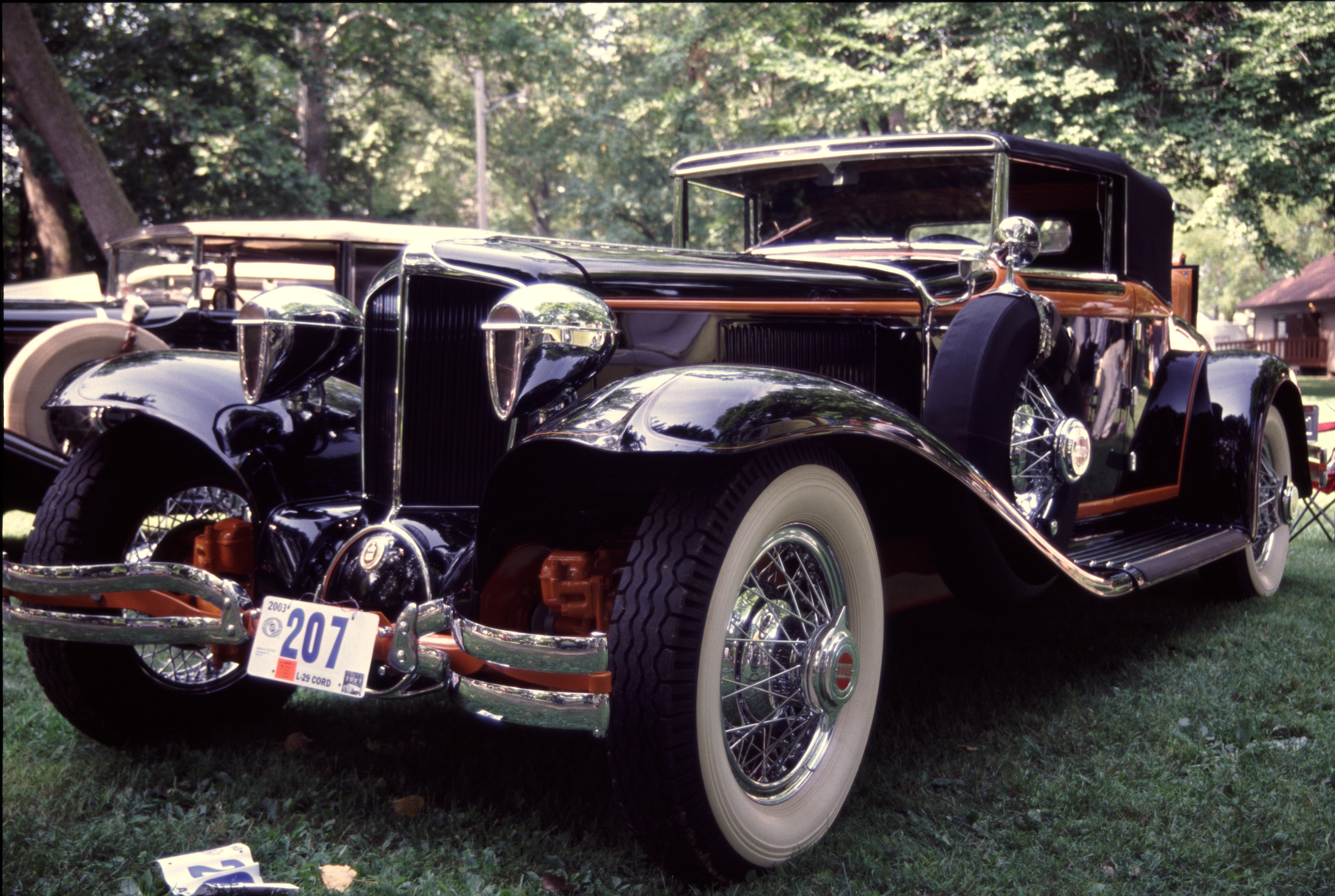
Una Cord 1929
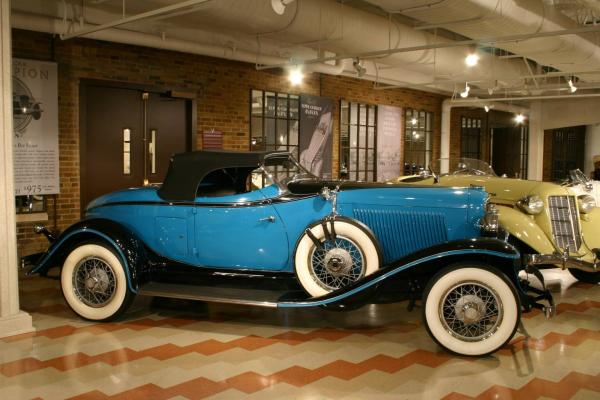
Una Auburn 8-100 Speedster del 1932
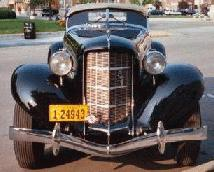
Una Auburn Speedster del 1935
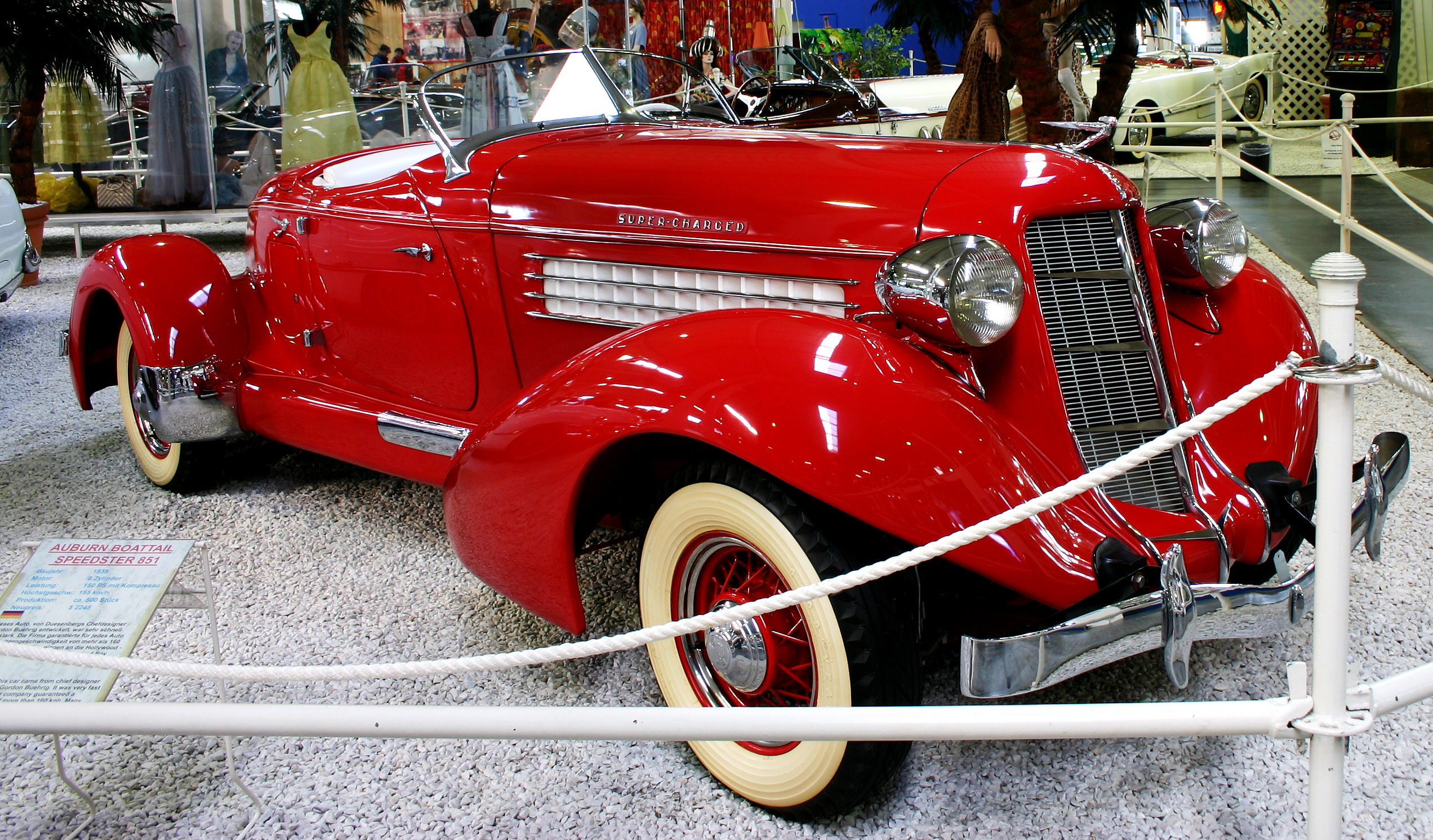
Una Auburn 851 "Boattail Speedster"
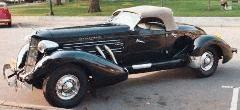
Una Auburn 851 "Boattail Speedster" del 1935
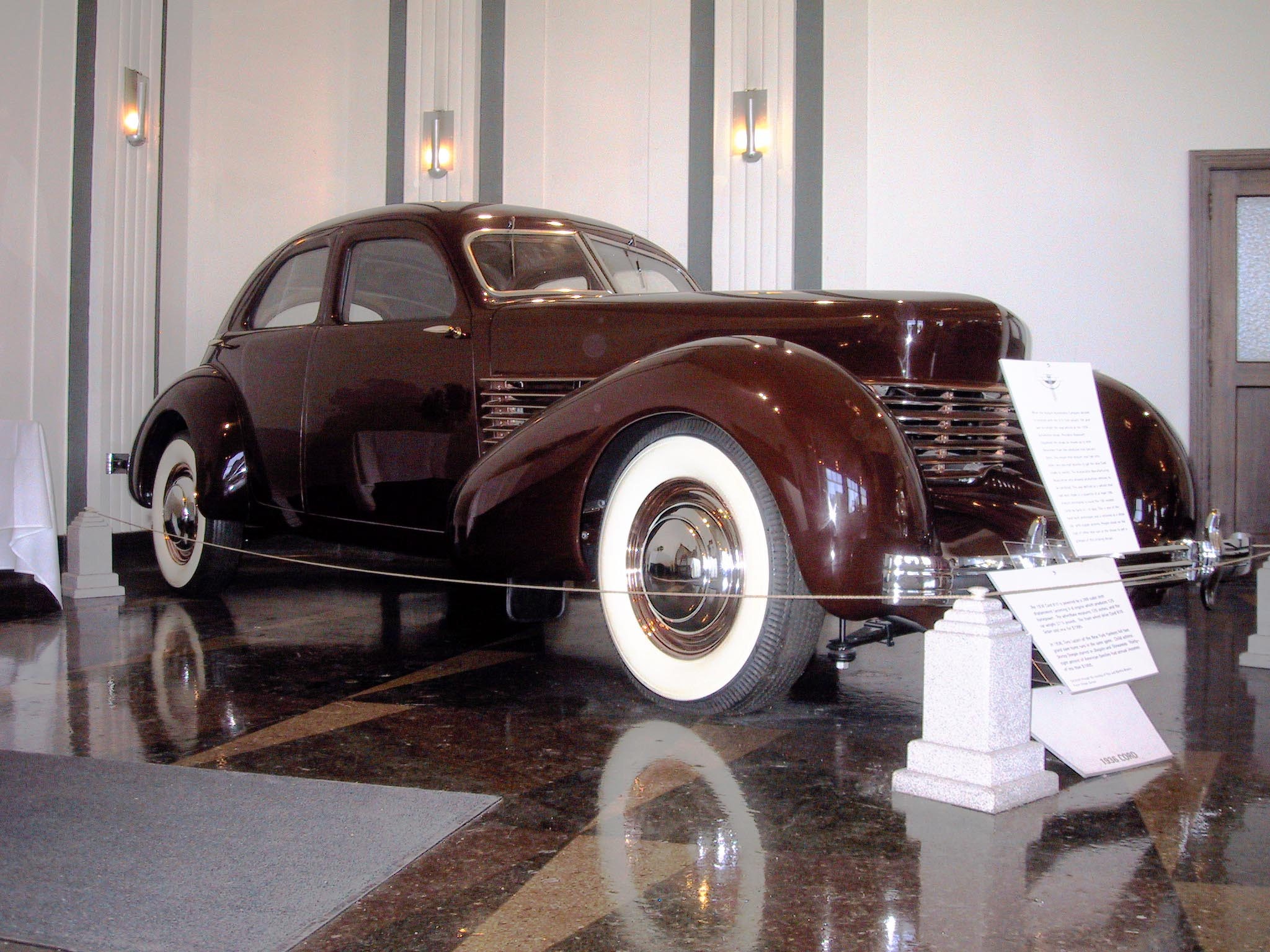
Una Cord 810 del 1936
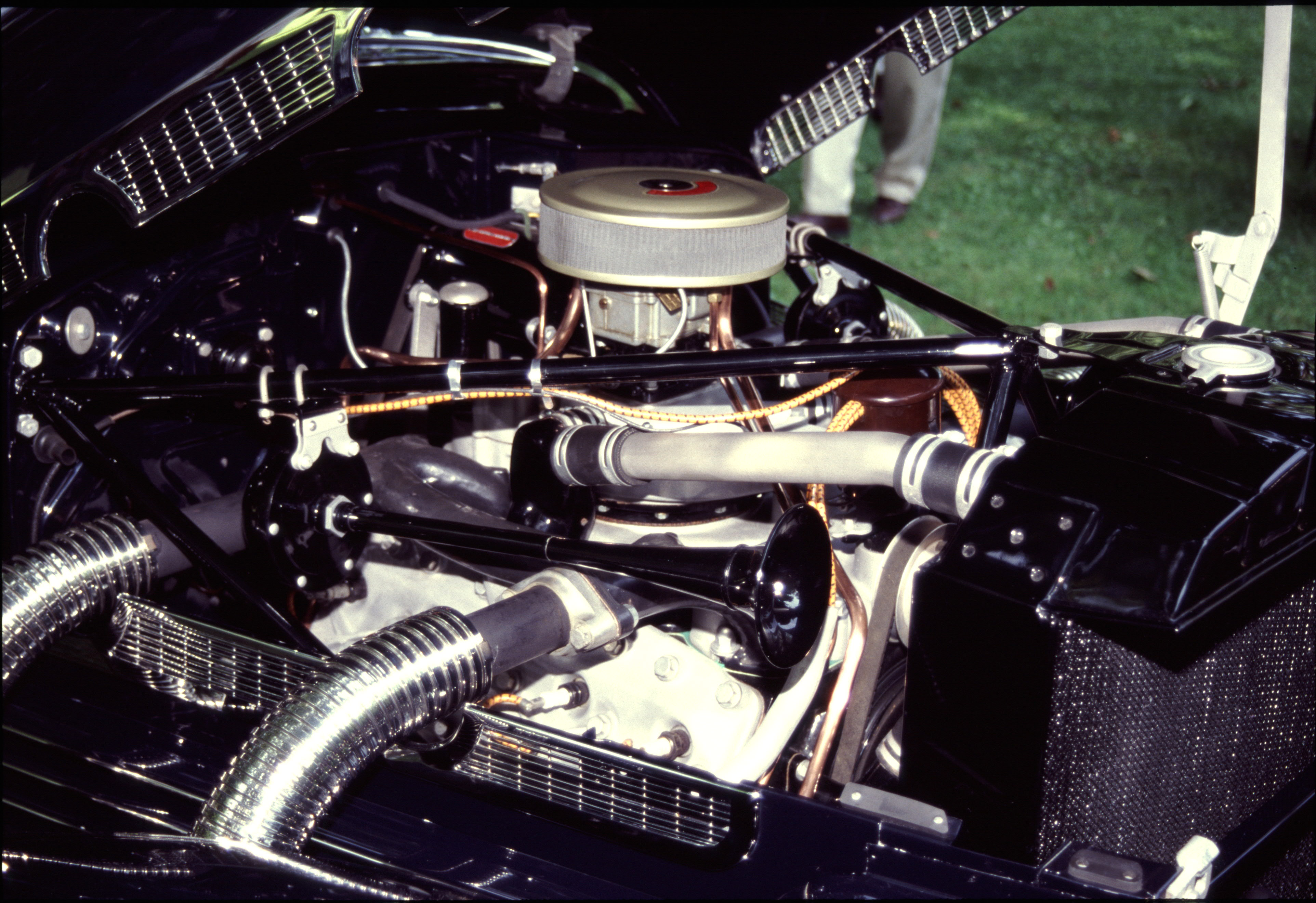
Il motore sovralimentato di una Cord 812 del 1937